# Durango
Durango Automotive SRL - автогоночная команда, основанная в 1980 Ивоном Питтоном и Энрико Магро базирующаяся в Италии, которая в данный момент выступает в серии GP2.
С 1987—1992 команда Durango принимала участие в Итальянской Формуле-3. В 1994 Durango перешла в Формулу-Рено и Евросерию. Команда продолжила выступать в чемпионате Формулы-3 вплоть до 1999. В 2003 они приняли участие в 24 часах Ле-Мана. С 2005 Durango стала выступать в GP2, новая серия сделанная для того чтобы помочь молодым пилотам попасть в Формулу-1. В 2006 команда выступила в Формуле Адзурра, серия которую поддерживает Итальянская Картинговая Федерация. В апреле 2010 года Durango подала заявку на участие в чемпионате мира формулы 1 2011 года.

## Результаты выступлений

### Результаты выступлений в GP2 и Формуле-3000
| Результаты выступлений в GP2 | Результаты выступлений в GP2 | Результаты выступлений в GP2 | Результаты выступлений в GP2 | Результаты выступлений в GP2 | Результаты выступлений в GP2 | Результаты выступлений в GP2 | Результаты выступлений в GP2 | Результаты выступлений в GP2 | Результаты выступлений в GP2 |
| Год                          | Болид                        | Пилоты                       | Гонки                        | Победы                       | Поулы                        | БК                           | Очки                         | ЛЗ                           | КЗ                           |
| ---------------------------- | ---------------------------- | ---------------------------- | ---------------------------- | ---------------------------- | ---------------------------- | ---------------------------- | ---------------------------- | ---------------------------- | ---------------------------- |
| 2005                         | Dallara-Mecachrome           | Кливио Пиччионе              | 23                           | 1                            | 0                            | 1                            | 14                           | 15                           | 11                           |
| 2005                         | Dallara-Mecachrome           | Фердинандо Монфардини†       | 17                           | 0                            | 0                            | 0                            | 5                            | 17                           | 11                           |
| 2005                         | Dallara-Mecachrome           | Джанмария Бруни†             | 4                            | 0                            | 1                            | 0                            | 35                           | 10                           | 11                           |
| 2006                         | Dallara-Mecachrome           | Лукас Ди Грасси              | 21                           | 0                            | 0                            | 1                            | 8                            | 18                           | 13                           |
| 2006                         | Dallara-Mecachrome           | Серхио Эрнандес              | 21                           | 0                            | 0                            | 0                            | 1                            | 23                           | 13                           |
| 2007                         | Dallara-Mecachrome           | Борха Гарсия                 | 21                           | 0                            | 0                            | 0                            | 28                           | 10                           | 8                            |
| 2007                         | Dallara-Mecachrome           | Карун Чандхок                | 21                           | 1                            | 0                            | 2                            | 16                           | 15                           | 8                            |
| 2008                         | Dallara-Mecachrome           | Давиде Вальсекки             | 16                           | 1                            | 0                            | 0                            | 11                           | 15                           | 11                           |
| 2008                         | Dallara-Mecachrome           | Марчелло Пульизи             | 2                            | 0                            | 0                            | 0                            | 0                            | 33                           | 11                           |
| 2008                         | Dallara-Mecachrome           | Бен Хенли†                   | 2                            | 0                            | 0                            | 0                            | 0                            | 24                           | 11                           |
| 2008                         | Dallara-Mecachrome           | Альберто Валерио             | 20                           | 0                            | 0                            | 0                            | 0                            | 26                           | 11                           |

| Результаты выступлений в Формуле-3000 | Результаты выступлений в Формуле-3000 | Результаты выступлений в Формуле-3000 | Результаты выступлений в Формуле-3000 | Результаты выступлений в Формуле-3000 | Результаты выступлений в Формуле-3000 | Результаты выступлений в Формуле-3000 | Результаты выступлений в Формуле-3000 | Результаты выступлений в Формуле-3000 | Результаты выступлений в Формуле-3000 |
| Год                                   | Болид                                 | Пилоты                                | Гонки                                 | Победы                                | Поулы                                 | БК                                    | Очки                                  | ЛЗ                                    | КЗ                                    |
| ------------------------------------- | ------------------------------------- | ------------------------------------- | ------------------------------------- | ------------------------------------- | ------------------------------------- | ------------------------------------- | ------------------------------------- | ------------------------------------- | ------------------------------------- |
| 2001                                  | Lola T99/50-Zytek                     | Габриэле Лянчьери                     | 12                                    | 0                                     | 0                                     | 0                                     | 0                                     | НКЛ                                   | 10                                    |
| 2001                                  | Lola T99/50-Zytek                     | Джейми Мело                           | 9                                     | 0                                     | 1                                     | 0                                     | 8                                     | 12                                    | 10                                    |
| 2001                                  | Lola T99/50-Zytek                     | Антонио Гарсия†                       | 3                                     | 0                                     | 0                                     | 0                                     | 0                                     | НКЛ                                   | 10                                    |
| 2002                                  | Lola B2/50-Zytek                      | Александр Мюллер†                     | 5                                     | 0                                     | 0                                     | 0                                     | 0                                     | НКЛ                                   | 7                                     |
| 2002                                  | Lola B2/50-Zytek                      | Дерек Хилл                            | 7                                     | 0                                     | 0                                     | 0                                     | 0                                     | НКЛ                                   | 7                                     |
| 2002                                  | Lola B2/50-Zytek                      | Родриго Сперафико                     | 12                                    | 1                                     | 0                                     | 0                                     | 20                                    | 6                                     | 7                                     |
| 2004                                  | Lola B2/50-Zytek                      | Янник Шредер                          | 8                                     | 0                                     | 0                                     | 0                                     | 13                                    | 9                                     | 7                                     |
| 2004                                  | Lola B2/50-Zytek                      | Маттео Менегелло                      | 1                                     | 0                                     | 0                                     | 0                                     | 0                                     | НКЛ                                   | 7                                     |
| 2004                                  | Lola B2/50-Zytek                      | Микеле Руголо                         | 1                                     | 0                                     | 0                                     | 0                                     | 0                                     | НКЛ                                   | 7                                     |
| 2004                                  | Lola B2/50-Zytek                      | Родриго Рибейру                       | 4                                     | 0                                     | 0                                     | 0                                     | 1                                     | 17                                    | 7                                     |
| 2004                                  | Lola B2/50-Zytek                      | Эрнесто Висо                          | 6                                     | 0                                     | 0                                     | 0                                     | 7                                     | 12                                    | 7                                     |

После ухода из Формулы-3000 Durango принимало участие в других Формулах-3000.
* † Гонщики которые выступали более чем в одной команде за сезон. В финальный зачёт включены результаты за все команды.
- ЛЗ = позиция в личном зачёте, КЗ = позиция в командном зачёте, БК = количество быстрых кругов.

### Спорткары
| Результаты выступлений в 24 часах Ле-Мана | Результаты выступлений в 24 часах Ле-Мана | Результаты выступлений в 24 часах Ле-Мана | Результаты выступлений в 24 часах Ле-Мана | Результаты выступлений в 24 часах Ле-Мана | Результаты выступлений в 24 часах Ле-Мана   | Результаты выступлений в 24 часах Ле-Мана | Результаты выступлений в 24 часах Ле-Мана | Результаты выступлений в 24 часах Ле-Мана | Результаты выступлений в 24 часах Ле-Мана | Результаты выступлений в 24 часах Ле-Мана |
| Год                                       | Класс                                     | №                                         | Шины                                      | Машина                                    | Пилоты                                      | Поулы                                     | БК                                        | Круги                                     | Поз.                                      | Класс Поз.                                |
| ----------------------------------------- | ----------------------------------------- | ----------------------------------------- | ----------------------------------------- | ----------------------------------------- | ------------------------------------------- | ----------------------------------------- | ----------------------------------------- | ----------------------------------------- | ----------------------------------------- | ----------------------------------------- |
| 2003                                      | LMP900                                    | 19                                        | D                                         | Durango LMP1 Judd GV4 4.0L V10            | Сильвен Булле Микеле Руголо Жан-Бернар Буве | нет                                       | нет                                       | 277                                       | 25                                        | 9                                         |